# Volta Internacional da Pampulha 2012
A Volta Internacional da Pampulha 2012 foi a décima quarta edição do evento, realizado no dia 9 de dezembro em Belo Horizonte. Nesse ano a prova passou a ser disputada no sentido anti-horário e teve o seu local de largada e chegada alterado, passando da praça Alberto Dalva Simão para a Avenida Coronel Oscar Paschoal, em frente ao estádio Mineirão. Com a mudança, a distância do trajeto passou de 17.800 para 18.650 metros. O brasileiro Giovani dos Santos foi o vencedor, seguido pelo etíope Chala Debele. No feminino, a queniana Maurine Jelagat foi a vencedora, com a também queniana Nancy Kipron, tricampeã da prova, em segundo.

## Resultados

### Masculino
| Pos | Nº  | Atleta                     | Idade | Equipe            | Tempo    | Tempo    |
| Pos | Nº  | Atleta                     | Idade | Equipe            | Bruto    | Líquido  |
| --- | --- | -------------------------- | ----- | ----------------- | -------- | -------- |
| 1   | 111 | Giovani dos Santos         | 31    | Pé de Vento-Caixa | 00:57:04 | 00:57:04 |
| 2   | 115 | Chala Lelisa Debele        | 18    | Fila-Caixa        | 00:57:13 | 00:57:13 |
| 3   | 109 | Valério de Souza Fabiano   | 24    | Pé de Vento-Caixa | 00:57:47 | 00:57:47 |
| 4   | 101 | Damião Ancelmo de Souza    | 33    |                   | 00:58:12 | 00:58:12 |
| 5   | 113 | Alphonce Felix Simbu       | 20    | Fila-Caixa        | 00:58:25 | 00:58:25 |
| 6   | 112 | Stanley Kipchirchir Koech  | 27    |                   | 00:58:54 | 00:58:54 |
| 7   | 108 | Valdir Sérgio de Oliveira  | 27    | Cruzeiro-Caixa    | 00:59:14 | 00:59:14 |
| 8   | 114 | Belete Assefa Terefe       | 21    | Fila-Caixa        | 00:59:14 | 00:59:14 |
| 9   | 104 | Gilmar Silvestre Lopes     | 23    | Pé de Vento-Caixa | 00:59:35 | 00:59:35 |
| 10  | 124 | Ivanildo Pereira dos Anjos | 33    | Cruzeiro-Caixa    | 00:59:42 | 00:59:42 |

### Feminino
| Pos | Nº | Atleta                         | Idade | Equipe                   | Tempo    | Tempo    |
| Pos | Nº | Atleta                         | Idade | Equipe                   | Bruto    | Líquido  |
| --- | -- | ------------------------------ | ----- | ------------------------ | -------- | -------- |
| 1   | 10 | Maurine Jelagat Kipchumba      | 24    | Kenia Luasa              | 01:07:08 | 01:07:08 |
| 2   | 1  | Nancy Jepkosgei Kipron         | 33    | Fila-Caixa               | 01:07:33 | 01:07:33 |
| 3   | 18 | Fekede Almaz Negede            | 25    | Fila-Caixa               | 01:07:56 | 01:07:56 |
| 4   | 9  | Anastazia Msandai Mhomi Ghamaa | 34    | Fila-Caixa               | 01:09:47 | 01:09:47 |
| 5   | 17 | Marizete Moreira dos Santos    | 37    |                          | 01:10:25 | 01:10:25 |
| 6   | 19 | Roselaine de Sousa Silva       | 31    |                          | 01:11:26 | 01:11:26 |
| 7   | 2  | Marly dos Santos               | 34    | Mizuno                   | 01:13:00 | 01:13:00 |
| 8   | 15 | Larissa Quintão                | 26    | HF Treinamento Esportivo | 01:13:55 | 01:13:55 |
| 9   | 12 | Kleidiane Jardim               | 24    | Cruzeiro Esporte Clube   | 01:13:55 | 01:13:55 |
| 10  | 7  | Rosângela Faria                | 37    | Pinheiros                | 01:14:42 | 01:14:42 |